# Речица (Ровненский район)
Речица (укр. Річиця) — село, входит в Гощанскую поселковую общину Ровненского района Ровненской области Украины.
Население по переписи 2001 года составляло 566 человек. Почтовый индекс — 35473. Телефонный код — 3650. Код КОАТУУ — 5621283602.